# Cratere Pentland
Pentland è un cratere lunare di 56,45 km situato nella parte sud-orientale della faccia visibile della Luna.